# Eustegasta suava
Eustegasta suava är en kackerlacksart som först beskrevs av Henri Saussure 1891.  Eustegasta suava ingår i släktet Eustegasta och familjen jättekackerlackor.
Artens utbredningsområde är Madagaskar. Inga underarter finns listade i Catalogue of Life.